# Hedvig Löfwenskiöld
Hedvig Apollonia Löfwenskiöld, senare Lillienanckar, född 1736, död 1789, var en svensk författare (poet). 

## Biografi
Hedvig Löfwenskiöld var dotter till ämbetsmannen och skalden Henrik Anders Löfvenskiöld och brorsdotter till Charlotta Löfgren. Brevväxlingen mellan henne och Löfgren, Samuel Älf och Hedwig Walldorff finns bevarad. Brevväxlingen 1767–1789 med faderns vän, latinskalden Älf, försiggick delvis på vers. Hon kallar Älf sin Maecenas och mentor, och han understödde hennes litterära karriär: han stödde hennes kandidatur till Apollini Sacra och försökte även få henne invald i Kungliga Vetenskaps- och Vitterhetssamhället i Göteborg. Hon hade en nära vänskap med Hedwig Walldorff, som författade ett epitafium över henne i Stockholms Posten.
Hedvig Löfwenskiöld producerade en stor mängd dikter, även om de flesta av dem inte trycktes och utgavs formellt. Löfwenskiöld författade bland annat en dikt i vilken hon tillbakavisade åsikten att kvinnor var dummare än män genom att peka på det faktum att kvinnors intelligens skulle ha varit fullt jämbördigt med mäns om de bara hade fått likvärdig utbildning.  
Hon var en respekterad poet, vilket illustreras av att hon invaldes i Apollini Sacra.